# Президентские выборы на Шри-Ланке (2019)
Президентские выборы в Шри-Ланке проходили 16 ноября 2019 года. Они стали 8-ми президентскими выборами в стране. Срок полномочий действующего президента Майтрипалы Сирисены истекал 9 января 2020 года. В выборах участвовало 35 кандидатов. Впервые на президентских выборах среди кандидатов не было действующего президента, премьер-министра или лидера оппозиции.
В результате президентом был избран Готабая Раджапакса, младший брат бывшего президента Махинды Раджапаксы, уже в 1-м туре. Другой основной претендент Саджит Премадаса, сын бывшего президента республики Ранасингхе Премадасы, получил 42 % голосов.

## Результаты
Выборы отличались высокой явкой на национальном уровне, особенно среди тамильских и мусульманских меньшинств на севере и востоке страны. Готабая Раджапакса победил в 1-м туре, набрав чуть более 52 % голосов.
| Кандидат                             | Кандидат                             | Партия/Альянс                          | Голосов    | %     |
| ------------------------------------ | ------------------------------------ | -------------------------------------- | ---------- | ----- |
|                                      | Готабая Раджапакса                   | Народный фронт Шри-Ланки               | 6 924 255  | 52,25 |
|                                      | Саджит Премадаса                     | Новый демократический фронт            | 5 564 239  | 41,99 |
|                                      | Анура Кумара Диссанаяке              | Национальное движение за власть народа | 418 553    | 3,16  |
|                                      | Прочие кандидаты                     | Прочие кандидаты                       | 345 452    | 2,61  |
|                                      |                                      |                                        |            |       |
| Действительных бюллетеней            | Действительных бюллетеней            | Действительных бюллетеней              | 13 252 499 | 98,99 |
| Недействительных/пустых бюллетеней   | Недействительных/пустых бюллетеней   | Недействительных/пустых бюллетеней     | 135 452    | 1,01  |
| Всего                                | Всего                                | Всего                                  | 13 387 951 | 100   |
| Зарегистрированных избирателей/ Явка | Зарегистрированных избирателей/ Явка | Зарегистрированных избирателей/ Явка   | 15 992 096 | 83,72 |